# Ghazipur (Distrikt)
Der Distrikt Ghazipur (Hindi: ग़ाज़ीपुर जिला, Urdu ضلع غازی پور) ist ein Distrikt des indischen Bundesstaats Uttar Pradesh. Verwaltungszentrum ist die namensgebende Stadt Ghazipur.

## Geografie
Der Distrikt Ghazipur liegt im Osten Uttar Pradeshs in der historischen Region Purvanchal an der Grenze zum Nachbarbundesstaat Bihar. Der Distrikt hat eine Fläche von 3.377 Quadratkilometer und wird vom Ganges, dem größten Fluss Indiens, durchflossen. Nachbardistrikte sind Chandauli im Süden, Varanasi im Südwesten, Jaunpur im Westen, Azamgarh im Nordwesten, Mau im Norden, Ballia im Nordosten (alle Uttar Pradesh) sowie in Bihar Buxar im Südosten und Kaimur im Süden.
Das Distriktgebiet gehört zur flachen und intensiv landwirtschaftlich genutzten Gangesebene und liegt größtenteils nördlich, zu einem kleineren Teil südlich des Ganges. Der linke Nebenfluss Gomti bildet die Grenze zum Distrikt Varanasi und mündet bei Saidpur in den Ganges. Im Osten des Distrikts liegt die Mündung des rechten Nebenflusses Karmanasa, der die Grenze zu Bihar markiert, in den Ganges.

## Verwaltungsgliederung
Der Distrikt Ghazipur gehört zur Division Varanasi. Er ist in die fünf Tehsils Ghazipur, Saidpur, Muhammadabad, Zamania und Jakhnia unterteilt.

## Geschichte
Der Distrikt Ghazipur wurde von den Briten eingerichtet, nachdem sie das Gebiet 1775 unter ihre Herrschaft gebracht hatten. Während der britischen Herrschaftszeit war der Distrikt Teil der Ceded and Conquered Provinces (ab 1836 Northwestern Provinces), die 1902 zu einem Teil der United Provinces of Agra and Oudh wurden. Nach der indischen Unabhängigkeit 1947 ging aus den United Provinces der Bundesstaat Uttar Pradesh hervor.

## Bevölkerung
Nach der indischen Volkszählung 2011 hatte der Distrikt Ghazipur 3.620.268 Einwohner. Zwischen 2001 und 2011 wuchs die Einwohnerzahl um 19 Prozent und etwa gleich schnell wie im Mittel Uttar Pradeshs (20 Prozent). Die Bevölkerungsdichte lag mit 1.072 Einwohnern pro km² über dem ohnehin schon hohen Durchschnitt des Bundesstaates (829 Einwohner pro km²). Dabei ist der Distrikt stark ländlich geprägt: Weniger als acht Prozent der Einwohner lebten 2011 in Städten (der Mittelwert Uttar Pradeshs betrug 22 Prozent). Die Alphabetisierungsrate lag mit 72 Prozent über dem Mittelwert Uttar Pradeshs (68 Prozent) und entsprach fast genau dem gesamtindischen Durchschnitt (73 Prozent).
Unter den Einwohnern des Distrikts stellten Hindus nach der Volkszählung 2001 mit 89 % die große Mehrheit. Daneben gab es eine muslimische Minderheit von 10 Prozent.

## Städte
| Stadt                      | Einwohner (2001) |
| -------------------------- | ---------------- |
| Bahadurganj                | 16.177           |
| Dildahnagar Fatehpur Bazar | 11.409           |
| Ghazipur                   | 95.243           |
| Jangipur                   | 11.100           |
| Mohammadabad               | 30.234           |
| Sadat                      | 10.342           |
| Saidpur                    | 21.559           |
| Zamania                    | 28.885           |